# Doutrina Truman

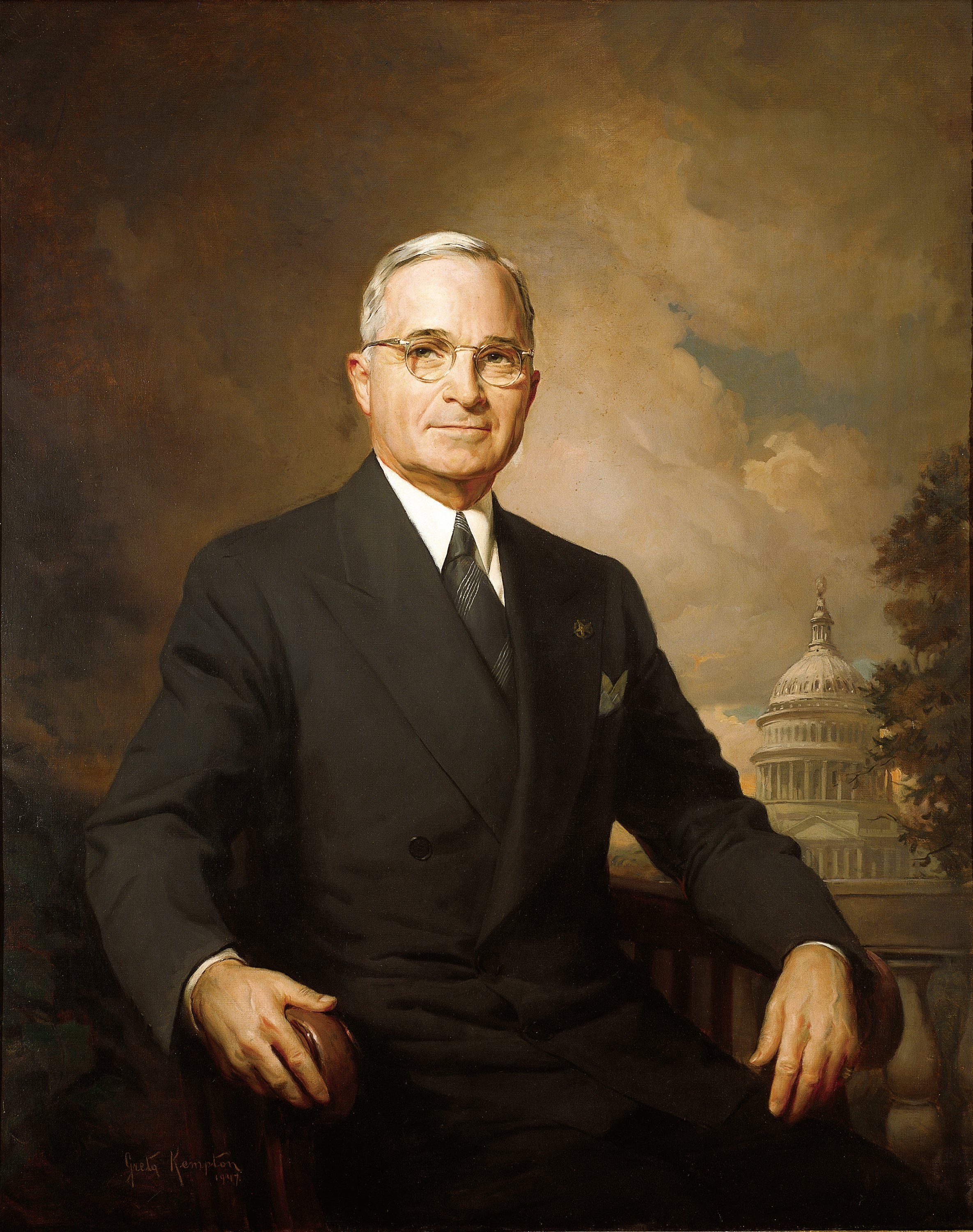
Harry Truman, presidente estadunidense, 1945-53

A Doutrina Truman é uma política externa dos EUA que promete apoio americano a nações democráticas contra ameaças autoritárias. A doutrina surgiu com o objetivo principal de conter o crescimento do bloco soviético durante a Guerra Fria. Foi anunciada ao Congresso pelo presidente Harry S. Truman em 12 de março de 1947, e posteriormente desenvolvida em 4 de julho de 1948, quando ele se comprometeu a se opor às rebeliões comunistas na Grécia e às exigências soviéticas da Turquia. De forma geral, a Doutrina Truman implicava apoio dos EUA a outras nações ameaçadas por Moscou. Isso levou à formação da OTAN em 1949. Historiadores frequentemente utilizam o discurso de Truman ao Congresso em 12 de março de 1947 para marcar o início da Guerra Fria.
Truman declarou ao Congresso que "deve ser a política dos Estados Unidos apoiar os povos livres que estão resistindo à tentativa de subjugação por minorias armadas ou por pressões externas". Truman argumentou que os regimes totalitários representavam automaticamente uma ameaça à paz internacional e à segurança nacional dos Estados Unidos. Ele defendeu que, caso a Grécia e a Turquia não recebessem assistência, inevitavelmente cairiam fora da esfera de influência dos Estados Unidos e dentro do bloco comunista, com graves consequências para toda a região.
A Doutrina Truman foi ampliada informalmente e se tornou a base da política americana durante a Guerra Fria, tanto na Europa quanto em outras partes do mundo. Isso marcou uma mudança na política dos EUA em relação à União Soviética, de uma aliança de guerra para uma política de contenção da expansão soviética, conforme defendido pelo diplomata George F. Kennan.

## Crise dos Estreitos Turcos

Estreitos turcos

No final da Segunda Guerra Mundial, a Turquia foi pressionada pelo governo soviético a permitir o livre tráfego de embarcações soviéticas pelos Estreitos Turcos, que ligam o Mar Negro ao Mar Mediterrâneo. Como o governo turco não cedeu às exigências soviéticas, surgiram tensões na região, levando a uma demonstração de força naval nos estreitos. Com o fim da assistência britânica à Turquia em 1947, os EUA enviaram ajuda militar para garantir que a Turquia mantivesse o controle da passagem. A Turquia recebeu 100 milhões de dólares em ajuda econômica e militar, e a Marinha dos Estados Unidos enviou o porta-aviões da classe Midway USS Franklin D. Roosevelt.

## Crise Grega

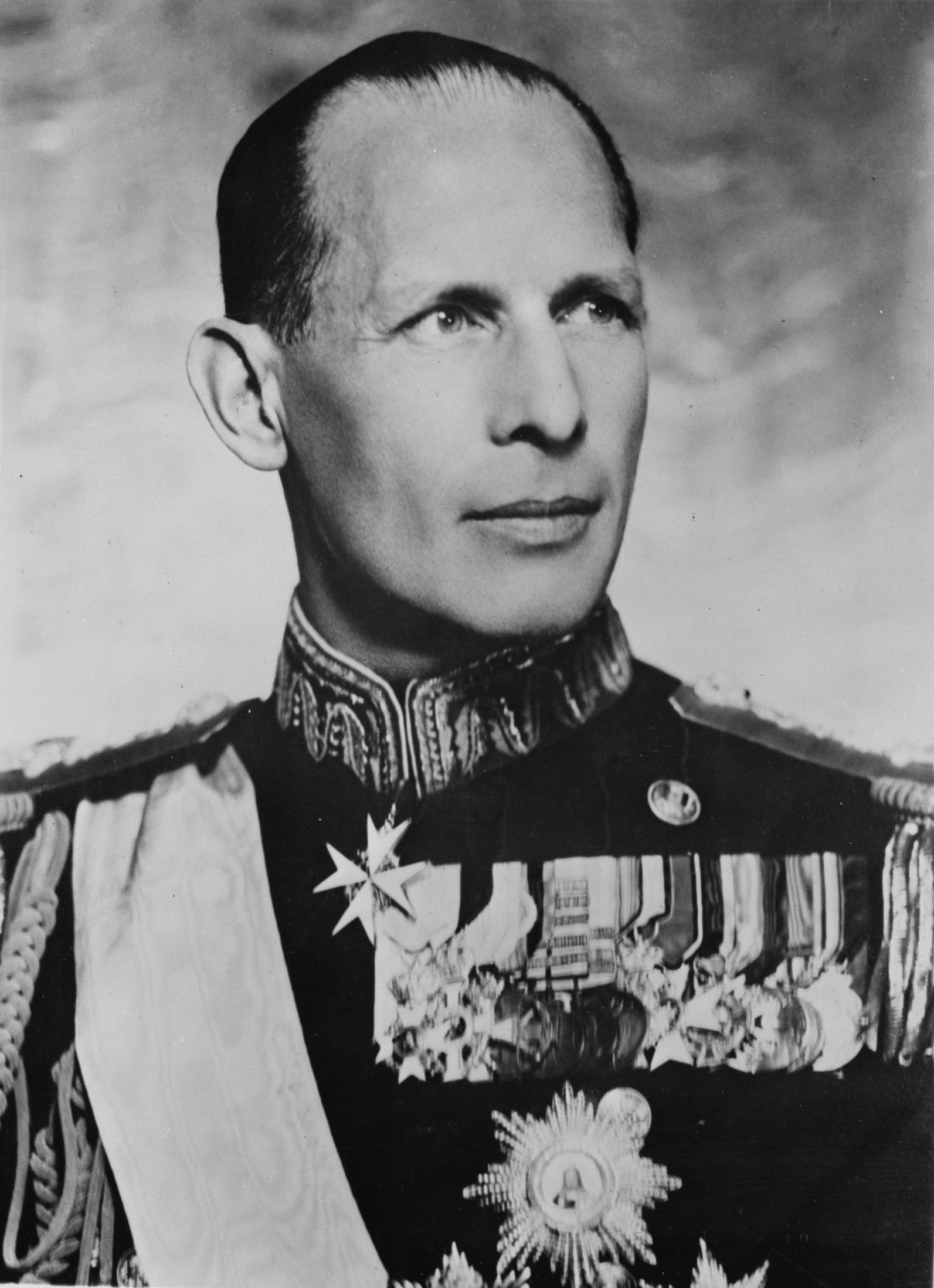
O rei Jorge II da Grécia (r. 1922–1924, 1935–1947), cuja monarquia foi alvo de insurgentes comunistas na Guerra Civil Grega.

Em outubro de 1944, forças britânicas e gregas desembarcaram na Grécia após a retirada gradual das forças de ocupação do Eixo. Apesar do Acordo de Caserta estipular que todas as facções da resistência grega se uniriam ao novo Exército Grego sob comando britânico, o General Ronald Scobie ordenou unilateralmente o desarmamento da ala armada da EAM, a ELAS, em 1º de dezembro de 1944. Como resposta, a EAM organizou um protesto em Atenas em 3 de dezembro, que foi reprimido com disparos das forças de segurança gregas, resultando na morte de 28 manifestantes. Isso deu início ao Dekemvriana, uma série de confrontos entre a EAM e as forças do governo grego, apoiadas pelos britânicos. O conflito terminou com a derrota e desarmamento da EAM pelo Tratado de Varkiza, que dissolveu a ELAS e enfraqueceu o poder da EAM. O período seguinte ficou conhecido como Terror Branco, marcado pela perseguição a esquerdistas gregos e que contribuiu para o início da Guerra Civil Grega em 1946.

## Legado
A Doutrina Truman foi a primeira de uma série de medidas de contenção adotadas pelos Estados Unidos, seguida pela reconstrução econômica da Europa Ocidental através do Plano Marshall e pela contenção militar com a criação da OTAN em 1949.